# Vive la France (film, 1974)
Pour les articles homonymes, voir Vive la France.
Pour plus de détails, voir Fiche technique et Distribution.
Vive la France est un documentaire français réalisé par Michel Audiard, sorti en 1974,,.

## Synopsis
Audiard commente des bandes d'actualités allant de la Troisième République jusqu'aux années « de Gaulle ».

## Fiche technique
- Titre : Vive la France
- Réalisation : Michel Audiard
- Scénario : Michel Audiard et Henri Viard
- Illustrations : Siné
- Son : Maurice Laroche
- Montage : Michelle David, Claude Durand et Jacqueline Thiédot
- Musique : Eddie Vartan
- Production : André Genovès
- Directeur de production : Guy Azzi
- Pays d'origine :  France
- Genre : documentaire
- Durée : 85 min
- Dates de sortie :
  - France : 18 septembre 1974

## Bande sonore
- Le clown est mort (Giani Esposito)
- Une jolie fleur (Georges Brassens)
- Zorro est arrivé (Henri Salvador)
- Paris je t'Aime (Maurice Chevalier)
- Ça c'est Paris  (Mistinguett)
- En revenant d'la revue (Bourvil)
- J'attendrai (Rina Ketty)
- Monsieur l'étranger (Betty Mars)
- Y a d'la Joie ! (Maurice Chevalier)
- J'ai deux amours (Joséphine Baker)
- Ça fait d'excellents Français (Maurice Chevalier)
- C'est papa, c'est parisien (Georges Milton)

## Accueil critique
Pendant le confinement lié à la Pandémie du Covid-19, le Figaro a conseillé de regarder ce documentaire pour s'évader de la réalité d'alors.